# تپه عین‌آباد شماره ۲
تپه عین آباد شماره ۲ مربوط به دوره ساسانیان - سده‌های اولیه و میانه دوران‌های تاریخی پس از اسلام است و در شهرستان کبودرآهنگ، بخش مرکزی، دهستان سبزدشت، در میان اراضی کشاورزی و بایر روستایی و بافت مسکونی واقع شده و این اثر در تاریخ ۷ اسفند ۱۳۸۶ با شمارهٔ ثبت ۲۱۶۰۵ به‌عنوان یکی از آثار ملی ایران به ثبت رسیده است.